# Dmitrij Gluchovskij
Dmitrij Alexejevič Gluchovskij (rusky Дмитрий Алексеевич Глуховский; * 12. června 1979 Moskva) je ruský spisovatel a žurnalista.

## Biografie
Jeho tvorba je převážně v žánru sci-fi a magickém realismu. V osmnácti letech začal psát knihu Metro 2033, kterou publikoval v roce 2002 na svých webových stránkách a poskytl ji k přečtení zdarma. Tato kniha si celosvětově získala přes 3 milióny čtenářů a v roce 2005 byla publikována i knižní formou. Stala se rovněž předlohou úspěšné počítačové hry.
V roce 2007 vydal svou druhou knihu Soumrak a roku 2009 byla vydána kniha Metro 2034, ruský bestseller roku, která byla také k dispozici na internetu zdarma.
Jako novinář působil Dmitrij v EuroNews TV, Deutsche Welle a RT. Také píše články pro Harper’s Bazaar, l’Officiel a Playboy. Gluchovskij žil v Izraeli, Německu a Francii. Hovoří pěti jazyky.
V roce 2022 odsoudil ruskou invazi na Ukrajinu a přirovnal ji k německému obsazení Sudet.
7. srpna 2023 byl in absentia moskevským soudem odsouzen k trestu odnětí svobody na osm let, za údajnou „diskreditaci ruských ozbrojených sil šířením záměrně falešných tvrzení.“

## Dílo

### Trilogie (Metro)
Dle autora je tato literární trilogie metaforou pro život v Rusku.

#### Metro 2033
Sci-fi novela Metro 2033 vypráví příběh o mladém muži Arťomovi příjmením Čornyj, který musí podniknout dlouhou cestu, aby zachránil svůj svět před zánikem. Kniha popisuje následky nukleární války. Jediní přeživší lidé žijí ve spletitých tunelech moskevského metra. Každá stanice má vlastní samosprávu a odlišné cíle. Celý povrch Moskvy obývají pouze mutanti, kteří útočí na přeživší v metru a jeden druh z nich se tak snaží vyhladit lidskou rasu jednou pro vždy.
Kniha se prvně objevila v roce 2002 online na webových stránkách a později se stala interaktivním experimentem se čtenářskou základnou tisíců Rusů. V roce 2005 byla vydána v tištěné formě a stala se světovým bestsellerem.
V roce 2007 byl za tuto knihu Gluchovskij oceněn na prestižním festivalu Eurocon v dánské Kodani za nejlepší debut.
Do roku 2009 se jen v Rusku prodalo přes 400 000 kopií knihy a online čtenářů je ještě mnohem více. Kniha se prodává ve více než dvaceti zemích. V roce 2010 byla vydána počítačová hra Metro 2033 od ukrajinského vývojářského studia 4A Games. Autor také jedná s hollywoodskými studii o natočení filmu na motivy hry.

#### Metro 2034
Metro 2034 je nepřímé pokračování knihy Metro 2033, které bylo vydáno v roce 2009. Této knihy se během prvních šesti měsíců prodalo přes 300 000 výtisků, což z ní udělalo největší ruský bestseller v roce 2009.[zdroj⁠?!] Kniha byla také publikována online a je zdarma ke čtení na jejích oficiálních stránkách. Na těchto stránkách ji četlo přes milion čtenářů. Dmitrij Gluchovskij také pozval známého ruského skladatele Dolphina, který napsal k novele oficiální soundtrack a malíř Anton Gretchenko vytvořil ilustrace k této knize.

#### Metro 2035
Metro 2035, závěrečný díl apokalyptické trilogie, je přímé pokračování knihy Metro 2033, vystupují zde původní postavy a kniha završuje příběh hlavního hrdiny Arťoma z knihy první. Kniha byla vydána v roce 2015. Českého vydání se dočkala v dubnu 2016.

### Soumrak
Fantasy novela Soumrak byla vydána v roce 2007. Vypráví temný příběh o překladateli Dmitrym, který dostane objednávku na překlad mnoho staletí staré španělské knihy. Zjistí, že kniha je deník expedice conquistadorů z 16. století. Dmitry čte tento příběh kapitolu po kapitole a jeho obsah začíná procházet do jeho reality a ohrožovat jeho život. Soumrak byl také online experiment, kniha byla vydávána po kapitolách na autorově blogu a je rovněž dostupná na oficiálních internetových stránkách.

### Budoucnost
Kniha pojednává o Evropě v roce 2400.

### Text
Tato kniha, vydaná v roce 2018, je první autorovou knihou, která se odehrává v současnosti a neobsahuje vůbec žádné sci-fi nebo fantasy prvky. Kniha se zabývá jednak tím, jak velkou část moderního člověka tvoří to, co zveřejňuje na sociálních sítích, píše v různých komunikátorech a e-mailech a zda je možné tuto digitální identitu někomu ukrást, a také univerzálním a věčným problémem viny a trestu.